# サイイド・ムハンマド・グラーブズイ
サイイド・ムハンマド・グラーブズイ（سيد محمد ګلاب زوي、Sayed Muhammad Gulabzoi、1951年 - ）は、アフガニスタンの政治家、軍人。少将。バブラク・カールマル政権で内務相を務めた。

## 経歴
パクティヤー州出身。パシュトゥーン人。父グリャム・シャーは、グラーブズイ部族の長。カーブル市のナーディル・シャー学校、アフガニスタン空軍士官学校を卒業。
1966年、マザーリシャリーフ市のアフガニスタン空軍輸送機連隊、1968年、カブール市のアフガニスタン空軍輸送機連隊に勤務。1968年からアフガニスタン人民民主党、ハルク派。
1973年、ムハンマド・ダーウードのクーデターに参加し、将官の逮捕に従事した。アフガニスタン空軍司令官副官。1976年10月～1977年3月、ソ連空軍飛行士特技向上航空課程研修。
1978年4月、四月革命に参加し、政府軍との戦闘で負傷した。同年、革命軍事会議議員、軍内の党業務組織委員会委員となり、ヌール・ムハンマド・タラキーの側近となった。1978年7月、通信相。1979年、内務相。1979年9月14日、タラキーがハフィーズッラー・アミーンに打倒されると、地下に潜伏した。
- 1980年1月11日～1988年 – 内務相
- 1980年～ – アフガニスタン人民民主党中央委員会委員
- 1987年～1988年10月 – アフガニスタン人民民主党政治局員
- 1988年11月25日～1990年 - 駐ソ連・フィンランド・ルーマニア大使

1990年3月、シャフナワーズ・タナイ将軍の反乱への関与で起訴され、罷免されたが、帰国を拒否した。1990年代、モスクワに転居。
2005年、アフガニスタン議会代議員。

## 家族
妻とは死別。3児を有する。